# Troxochrus laevithorax
Troxochrus laevithorax is een spinnensoort in de taxonomische indeling van de hangmatspinnen (Linyphiidae).
Het dier behoort tot het geslacht Troxochrus. De wetenschappelijke naam van de soort werd voor het eerst geldig gepubliceerd in 1970 door František Miller.